# Progne dominicensis
La golondrina caribeña (Progne dominicensis) es una especie de ave paseriforme de la familia de los hirundínidos (Hirundinidae). Es nativo del Caribe. No tiene subespecies reconocidas.

## Distribución y hábitat
Es originario del Caribe y su área de distribución incluye Anguila, Antigua y Barbuda, Aruba, Bahamas, Barbados, Islas Caimán, Dominica, República Dominicana, Granada, Guadalupe, Guyana, Haití, Jamaica, Martinica, México, Montserrat, Antillas Neerlandesas, Puerto Rico, San Cristóbal y Nieves, Santa Lucía, San Martín (parte francesa), San Vicente y las Granadinas, Trinidad y Tobago, Islas Turcas y Caicos, Islas Vírgenes Británicas, Islas Vírgenes y Estados Unidos.
Su hábitat consiste de tierras cultivadas, pastizales, áreas urbanas, y bosque tropical degradado.

## Descripción
Aves adultos tienen una longitud de 17 a 20 cm y un peso de aproximadamente 40 gramos. Tiene un pequeño pico de color negro. El plumaje es de color azul oscuro (casi morado) en la parte dorsal y blanco en el vientre. Las hembras y aves juveniles también tienen plumas de color marrón con las que el azul del dorso se funde gradualmente en el blanco del vientre.